# Karen Andersdatter
Karen Andersdatter (... – Copenaghen, 1673) è stata una nobildonna danese.
Fu un'amante del re Cristiano IV di Danimarca.

## Biografia

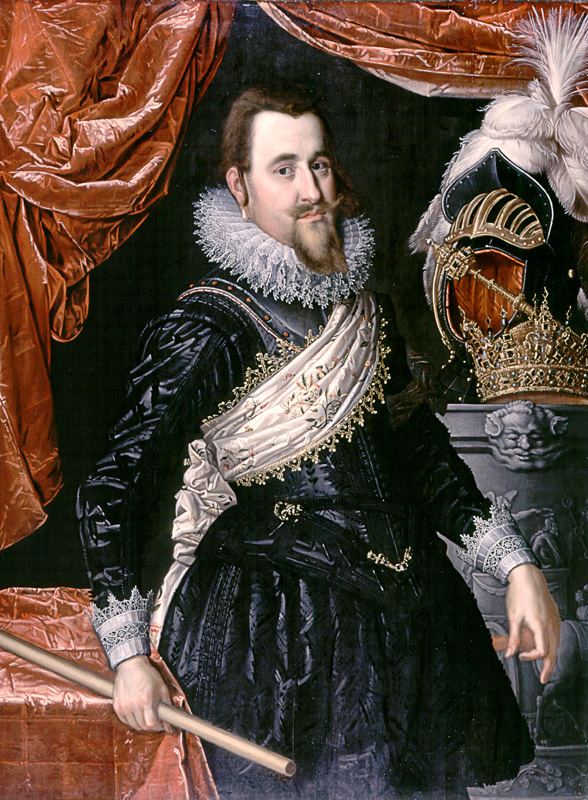
Cristiano IV di Danimarca

Era figlia di Anders Hansen, segretario, e di Bodil Knudsdatter. La madre di Karen era la sorella di Antonius Knudson, consigliere e sindaco (1611-1614) di Oslo.

## Amante reale
Quando Karen incontrò il re di Danimarca per la prima volta, era già fidanzata con un pastore di nome Niels Simonsen Glostrup. Ma Cristiano IV si innamorò di lei. Divenne la sua amante e gli diede una figlia poco dopo, Dorothea Elisabeth Gyldenløve (1613-1615) e un figlio, Hans Ulrik Gyldenløve (1615-1645). Il suo ex fidanzato, nel frattempo, sposò sua sorella, Anna, e divenne vescovo di Oslo due anni più tardi, carica che mantenne fino alla sua morte nel 1639.
Karen alloggiò nel Palazzo Reale e lasciò la corte nel 1616, quando il re si sposò con la seconda moglie Kirsten Munk.
Nel 1616 ricevette una pensione a vita, Hven e altre proprietà terriere intorno Copenaghen. 

## Ultimi anni e morte
Quando nel 1640 girò la voce che Karen intendeva sposare lo studente Niels Nelausen, il re le tolse tutti i privilegi e le confiscò le proprietà. Le riebbe solo quando lasciò il suo amante.
I pagamenti a suo favore, tuttavia, non furono mai regolari e si trovava spesso a vivere in ristrettezze economiche.
Morì nel 1673 a Copenaghen. Fu sepolta accanto alle sue figlie nella Sankt Nicolai Kirke a Copenaghen.